# Бунин, Игорь Михайлович
И́горь Миха́йлович Бу́нин (25 февраля 1946, Рига — 12 мая 2018, Москва) — советский и российский историк, политолог и политический технолог. Кандидат исторических наук, доктор политических наук.
Один из ведущих специалистов по новейшей истории Франции (социальный строй и политическая система) и современной российской политике. Был в числе создателей Ассоциации центров политического консультирования и Фонда развития парламентаризма в России, создатель первого в России регулярного политического мониторинга, основатель направления российского консалтинга, работающего с предпринимателями и их объединениями. Подготовленный под его руководством сборник «Бизнесмены России: 40 историй успеха» (1994) — первый коллективный портрет российского бизнеса. Основатель (1991), генеральный директор (1993—2007) и президент (2007—2018) Центра политических технологий.

## Биография
Родился 25 февраля 1946 года в Риге в еврейской семье. Отец — полковник Михаил Шепович Бунин (1907, Могилёвская губерния — ?), мать — Раиса Яковлевна Бунина (1914—?). Отец был директором завода в Минске, затем жил в Харькове, а после службы в действующей армии во время Великой Отечественной войны остался жить в Латвии.
В 1970 году окончил исторический факультет МГУ имени М. В. Ломоносова.
В 1973 году окончил аспирантуру при Институте мировой экономики и международных отношений (ИМЭМО) АН СССР и там же в 1974 году защитил диссертацию на соискание учёной степени кандидата исторических наук по теме «Эволюция предпринимательских союзов во Франции (1945—1973 гг.)».
В 1973—1982 годах — научный сотрудник, старший научный сотрудник ИМЭМО АН СССР.
В 1982—1992 годах — ведущий научный сотрудник Института международного рабочего движения АН СССР (с 1990 года  — Института сравнительной политологии и проблем рабочего движения АН СССР / РАН).
В 1990 году в Институте международного рабочего движения АН СССР защитил диссертацию на соискание учёной степени доктора политических наук по теме «Соцпартия во Французском обществе 80-х годов» (специальность 23.00.02 — политические институты и процессы). Официальные оппоненты — доктор исторических наук А. А. Галкин, доктор исторических наук Ю. В. Егоров, доктор исторических наук С. П. Перегудов. Ведущая организация — Институт всеобщей истории АН СССР.
В 1992—1993 годах — эксперт «Горбачёв-Фонда», директор Центра предпринимательских исследований «Экспертиза».
С 1993 года активно участвовал в избирательных кампаниях в качестве политического технолога. С августа 1993 года — генеральный директор фонда «Центр политических технологий».
С мая 2001 года, одновременно, генеральный директор информационного сайта политических комментариев «Политком.ру».
В 2005—2006 годах исполнял обязанности Президента Фонда «Российский общественно-политический центр» (в связи со смертью бывшего Президента Фонда А. М. Салмина).
С декабря 2007 года — президент фонда «Центр политических технологий». Являлся членом общественного совета Российского еврейского конгресса.
С мая 2015 года — заведующий базовой кафедрой Центра политических технологий на факультете социальных наук НИУ ВШЭ.
Скончался 12 мая 2018 года в Москве на 73-м году жизни.
Похоронен на Ваганьковском кладбище.

## Семья
- Дочь — Елена Бунина (род. 12 мая 1976), генеральный директор компании «Яндекс» в России (с 1 декабря 2017), член совета директоров АО «Издательство „Просвещение“».

## Отзывы
По мнению политолога Вячеслава Никонова — «гуру и лидер всего политологического цеха».

## Награды и премии
- Орден Дружбы (17 ноября 2016 года) — за достигнутые трудовые успехи, активную общественную деятельность и многолетнюю добросовестную работу[10].
- Знак отличия «За безупречную службу городу Москве» XL лет (11 февраля 2016 года) — за многолетнюю плодотворную деятельность на благо города Москвы и его жителей[11]
- Почётная грамота Правительства Москвы (24 февраля 2011 года) — за многолетнюю плодотворную деятельность на благо города Москвы и его жителей и в связи с 65-летием со дня рождения[12]
- Благодарность Мэра Москвы (26 февраля 2006 года) — за большую общественно-политическую деятельность, активное участие в разработке социально значимых городских программ и в связи с 60-летием со дня рождения[13]

## Научные труды
Около 300 публикаций, в том числе:

### Монографии
- Буржуазия в современном французском обществе: Структура, психология, полит. позиции. — М.: Наука, 1978. — 288 с.
- Социалисты и политическая борьба во Франции в 80-е годы. — М.: Мысль, 1989.
- Партийная система в России в 1989—1993 годах: опыт становления. — М.: Начала-Пресс, 1994.
- Бизнесмены России: 40 историй успеха. — М.: ОКО, 1994. (Руководитель проекта)
- Финансово-промышленные группы и конгломераты в экономике и политике современной России. — М.: ЦПТ, 1997. (Руководитель проекта)
- Система представительства российского бизнеса: формы коллективного действия. — М.: ЦПТ, 1997. (Руководитель проекта)
- Политические процессы в регионах России. — М.: ЦПТ, 1998. (Руководитель проекта)
- Выборы-99: итоги и уроки. — Год планеты. Выпуск 2000. — М.: Республика, 2000.
- Современная российская политика : Курс лекций / И. Бунин, С. Караганов, В. Никонов [ и др.] ; Под ред. В. А. Никонова ; Междунар. ун-т (в Москве). — М.: ОЛМА-Пресс, 2003. — 223 с. ISBN 5-224-03298-9

### Статьи
- Аппарат исполнительной власти: дифференциация и «политизация» // Современный капитализм: политические отношения и институты власти. — М.: Наука, 1984.
- Новые российские предприниматели и мифы посткоммунистического сознания // Либерализм в России. — М.: Знак, 1993.
- Политическое прогнозирование как искусство возможного // Современная российская политика: Курс лекций. — М.: ОЛМА-ПРЕСС, 2003.